# Phryganopteryx nebulosa
Phryganopteryx nebulosa är en fjärilsart som beskrevs av De Toulgoët 1958. Phryganopteryx nebulosa ingår i släktet Phryganopteryx och familjen björnspinnare. Inga underarter finns listade i Catalogue of Life.